# Бертон (Мічиган)
Бертон (англ. Burton) — місто (англ. city) в США, в окрузі Дженесі штату Мічиган. Населення — 29 715 осіб (2020).

## Географія
Бертон розташований за координатами 43°0′3″ пн. ш. 83°37′5″ зх. д. / 43.00083° пн. ш. 83.61806° зх. д. (43.000900, -83.618190).  За даними Бюро перепису населення США в 2010 році місто мало площу 60,67 км², з яких 60,49 км² — суходіл та 0,18 км² — водойми.

## Демографія
Згідно з переписом 2010 року, у місті мешкало 29 999 осіб у 11 964 домогосподарствах у складі 8041 родини. Густота населення становила 494 особи/км².  Було 13075 помешкань (216/км²).
Расовий склад населення:
| - 88,1 % — білих - 7,3 % — чорних або афроамериканців - 0,6 % — корінних американців - 0,6 % — азіатів |

До двох чи більше рас належало 2,5 %. Частка іспаномовних становила 3,1 % від усіх жителів.
За віковим діапазоном населення розподілялося таким чином: 24,0 % — особи молодші 18 років, 62,8 % — особи у віці 18—64 років, 13,2 % — особи у віці 65 років та старші. Медіана віку мешканця становила 38,6 року. На 100 осіб жіночої статі у місті припадало 95,3 чоловіків;  на 100 жінок у віці від 18 років та старших — 91,6 чоловіків також старших 18 років.
Середній дохід на одне домашнє господарство  становив 55 712 долари США (медіана — 43 957), а середній дохід на одну сім'ю — 62 699 доларів (медіана — 51 691). Медіана доходів становила 42 024 долари для чоловіків та 35 633 долари для жінок. За межею бідності перебувало 21,6 % осіб, у тому числі 32,1 % дітей у віці до 18 років та 10,3 % осіб у віці 65 років та старших.
Цивільне працевлаштоване населення становило 11 937 осіб. Основні галузі зайнятості: освіта, охорона здоров'я та соціальна допомога — 20,9 %, виробництво — 16,1 %, роздрібна торгівля — 15,4 %.